# Rosapha habilis
Rosapha habilis är en tvåvingeart som beskrevs av Walker 1859. Rosapha habilis ingår i släktet Rosapha och familjen vapenflugor. Inga underarter finns listade i Catalogue of Life.